# Marc McAusland
Marc McAusland (* 13. August 1988 in Paisley) ist ein schottischer Fußballspieler, der bei ÍR Reykjavík spielt.

## Vereinskarriere
Marc McAusland begann seine Karriere in der Jugend des FC St. Mirren. Für den Verein aus seiner Geburtsstadt gab er in der Saison 2007/08 in einem Ligaspiel gegen den FC Gretna sein Profidebüt, als er von Teammanager Gus MacPherson in der 79. Minute für Will Haining eingewechselt wurde. Bis zum Abschluss dieser, und der folgenden Spielzeit kam der Defensivspieler nur sechsmal als Einwechselspieler in der Scottish Premier League zum Einsatz. Im Sommer 2009 wechselte er zum schottischen Zweitligisten Queen of the South bei dem McAusland für zwei Jahre unterschrieb. Nach seinem Debüt gegen die Raith Rovers am 1. Spieltag der First Division 2009/10 kam er bis zum Saisonende in 24 weiteren Spielen zum Einsatz. Bereits nach einer Saison beim Verein aus Dumfries, kehrte McAusland zurück nach Paisley zu den Saints. Nach der Rückkehr avancierte McAusland zum Stammspieler, und holte im Jahr 2013 mit den Teamkameraden Craig Samson, David van Zanten, Jim Goodwin, Paul Dummett, Gary Teale, Paul McGowan, Steven Thompson und Esmaël Gonçalves den Schottischen Ligapokal.

## Erfolge
mit dem FC St. Mirren:
- Schottischer Ligapokal: 2012/13